# Clive Brook
Clive Brook (Londres; 1 de junio de 1887-Londres, 17 de noviembre de 1974) fue un actor británico.

## Biografía
Era hijo de una cantante de ópera llamada Charlotte Mary. Su verdadero nombre era Clifford Hardman Brook. En 1920 se casó con Mildred Evelyn y fue un matrimonio estable que perduró hasta su muerte. Ambos fueron padres de dos hijos, también actores: Faith Brook y Lyndon Brook.
Inició su carrera como actor teatral. Debutó en 1918 en Londres. En 1920 inició su carrera en el cine, en el período de cine mudo.
En 1924, emigró a Estados Unidos, donde continuó su carrera. Su primera película americana fue Christine of the Hungry Heart.
En 1926, empezó a trabajar para la Paramount Pictures. La llegada del cine sonoro no le perjudicó y siguió trabajando asiduamente. 
En 1935, volvió a Gran Bretaña donde continuó con su carrera cinematográfica aunque cada vez iba espaciando más sus apariciones.
En 1944 rodó su primera y única película como director, On Approval, de la que también escribió el guion.

## Filmografía
1. 1920 - Kissing Cup's Race de Walter West.
2. 1920 - Trent's Last Case de Richard Garrick.
3. 1921 - Christie Johnstone de Norman McDonald.
4. 1921 - Daniel Deronda de W. Courtney Rowden.
5. 1921 - Her Penalty de Einar Bruum.
6. 1921 - The Loudwater Mystery de Walter West.
7. 1921 - Sonia de Denison Clift.
8. 1921 - A Sportsman's Wife de Walter West.
9. 1922 - A Debt of Honour de Maurice Elvey.
10. 1922 - The Experiment de Sinclair Hill.
11. 1922 - Married to a Mormon de H.B. Parkinson.
12. 1922 - Rigoletto de George Wynn.
13. 1922 - El caíd (The Sheik) de George Wynn.
14. 1922 - Shirley de A.V. Bramble.
15. 1922 - Stable Companions de Albert Ward.
16. 1922 - Historia de dos ciudades (A Tale of Two Cities) de W. Courtney Rowden.
17. 1922 - La Traviata de Challis Sanderson.
18. 1922 - Vanity Fair de W. Courtney Rowden.
19. 1923 - De mujer a mujer (Woman to Woman) de Graham Cutts.
20. 1923 - Whispering de W. Courtney Rowden.
21. 1923 - Sir Rupert's Wife de Challis Sanderson.
22. 1923 - The Parson's Fight de Edwin J. Collins
23. 1923 - Love and a Whirlwind de Duncan McRae y Harold Shaw.
24. 1923 - This Freedom de Denison Clift
25. 1923 - Out to Win de Denison Clift
26. 1923 - The Reverse of the Medal de George A. Cooper.
27. 1923 - The Royal Oak de  Maurice Elvey.
28. 1923 - Through Fire and Water de Thomas Bentley.
29. 1923 - The White Shadow de  Graham Cutts.
30. 1924 - The Mirage de George Archainbaud.
31. 1924 - The Passionate Adventurede Graham Cutts.
32. 1924 - Christine of the Hungry Heart de George Archainbaud.
33. 1924 - The Recoil de T. Hayes Hunter.
34. 1924 - Human Desires de Burton George.
35. 1924 - The Money Habit de Walter Niebuhr.
36. 1924 - The Wine of Life de Arthur Rooke.
37. 1925 - Pleasure Buyers de Chester Withey.
38. 1925 - Siete pecadores (Seven Sinners) de Lewis Milestone.
39. 1925 - Compromise de Alan Crosland.
40. 1925 - The Home Maker de King Baggot.
41. 1925 - The Woman Hater de James Flood.
42. 1925 - If Marriage Fails de John Ince.
43. 1925 - Playing with Souls de Ralph Ince.
44. 1925 - Enticement de George Archainbaud.
45. 1925 - Declassée de Robert G. Vignola.
46. 1925 - When Love Grows Cold de Harry O. Hoyt.
47. 1926 - Tres de cara a Oriente (Three Faces East) de Rupert Julian.
48. 1926 - The Popular Sin de Malcolm St. Clair.
49. 1926 - For Alimony Only de William C. de Mille.
50. 1926 - Ballet ruso (You Never Know Women) de William A. Wellman.
51. 1926 - Why Girls Go Back Home de James Flood
52. 1927 - Underworld de Josef von Sternberg.
53. 1927 - The Devil Dancer de Fred Niblo.
54. 1927 - French Dressing de Allan Dwan.
55. 1927 - Hula de Victor Fleming.
56. 1927 - Las eternas pasiones (Barbed Wire)  de Rowland V. Lee.
57. 1927 - Afraid to Love de Edward H. Griffith.
58. 1928 - Interference, de Lothar Mendes.
59. 1928 - Caras olvidadas (Forgotten Faces) de Victor Schertzinger.
60. 1928 - Crimen perfecto (Perfect Crime) de Bert Glennon.
61. 1928 - Yellow Lily de Alexander Korda.
62. 1928 - Midnight Madness de F. Harmon Weight.
63. 1929 - The Laughing Lady de Victor Schertzinger.
64. 1929 - El regreso de Sherlok Holmes (The Return of Sherlock Holmes) de Basil Dean.
65. 1929 - Charming Sinners de Robert Milton.
66. 1929 - Las cuatro plumas (The Four Feathers)  de Ernest B. Schoedsack, Lothar Mendes y Merian C. Cooper
67. 1929 - Una mujer peligrosa (A Dangerous Woman)  de Rowland V. Lee y Gerald Grove.
68. 1930 - Anybody's Woman de Dorothy Arzner.
69. 1930 - Sweethearts and Wives de Clarence G. Badger.
70. 1930 - Galas de la Paramount (Paramount on Parade) de Ernst Lubitsch, Otto Bower y  Dorothy Arzner.
71. 1930 - Ligeramente escarlata (Slightly Scarlet) de Louis J. Gasnier y Edwin K. Knoff.
72. 1931 - Husband's Holiday de Robert Milton.
73. 1931 - 24 Hours de Marion Gering.
74. 1931 - Silence de Louis J. Gasnier.
75. 1931 - The Lawyer's Secret de Louis J. Gasnier y Max Marcin.
76. 1931 - Honor mancillado (Tarnished Lady) de George Cukor
77. 1931 - Vidas truncadas (East Lynne) de Frank Lloyd.
78. 1931 - Un reportaje sensacional (Scandal Sheet) de John Cromwell.
79. 1932 - El expreso de Shanghai (Shanghai Express) de Josef von Sternberg
80. 1932 - Sherlock Holmes de William K. Howard.
81. 1932 - The Night of June 13th de Robert Stephens.
82. 1932 - Make Me a Star de William Beaudine. Cameo, se interpreta a sí mismo.
83. 1932 - The Man from Yesterday de Berthold Viertel.
84. 1933 - Cabalgata. (Cavalcade) de Frank Lloyd.
85. 1933 - The Midnight Club de Alexander Hall y George Somnes.
86. 1933 - If I Were Free de Elliott Nugent.
87. 1933 - Toda una mujer (Gallant Lady) de Gregory La Cava.
88. 1934 - Let's Try Again de Worthington Miner.
89. 1934 - Where Sinners Meet de J. Walter Ruben.
90. 1935 - La rival de sí misma (Dressed to Thrill) de Harry Lachman.
91. 1935 - The Dictator de Victor Saville.
92. 1936 - Love in Exile de Alfred L. Werker.
93. 1936 - Camino solitario (The Lonely Road) de James Flood.
94. 1937 - Calumniado (Action for Slander) de Tim Whelan y Victor Saville.
95. 1938 - El caso Ware (The Ware Case) de Robert Stevenson.
96. 1940 - Convoy de Pen Tennyson.
97. 1940 - Vuelta al ayer (Return to Yesterday) de Robert Stevenson.
98. 1941 - Freedom Radio de Anthony Asquith.
99. 1942 - Breach of Promise de Paul L. Stein.
100. 1943 - The Flemish Farm de Jeffrey Dell.
101. 1944 - On Approval de Clive Brook.
102. 1944 - Shipbuilders de John Baxter.
103. 1963 - El último de la lista (The List of Adrian Messenger) de John Huston.
104. 1965 - The Love Goddesses de Saul J. Turell.